# Національний кешбек
Національний кешбек — українська державна програма підтримки, в рамках якої громадяни України віком від 18 років можуть отримуватимуть компенсацію 10 % вартості куплених ними українських товарів. Програма діє з 2 вересня 2024 року.
Отримані в рамках програми кошти можна витратити на послуги — медичні, комунальні, страхові, освітні, спорт, кіно, квитки на потяг та інші або пожертвувати на ЗСУ чи купити військові облігації. Максимальний обсяг кешбеку — 3 тисячі грн на місяць, мінімальна сума кешбеку на місяць — 2 грн.
Держава запроваджувала подібні програми, як-от єПідтримка під час COVID-19. Тоді понад 10 млн громадян відкрили картки в банках для отримання коштів і витратили 3,5 млрд грн.

## Історія
Кабінет міністрів України затвердив порядок надання грошової допомоги українцям на засіданні 20 серпня 2024 року. Використати кошти від кешбеку, нараховані в 2024 році, можна було до 31 січня 2025 року.
Координатором програми є Міністерство економіки України, також у її реалізації беруть участь Міністерство цифрової трансформації України, Державна податкова служба, Ощадбанк та уповноважені банки України. Технологічним партнером в реалізації програми є міжнародна платіжна система Mastercard, операційним партнером проекту є міжнародна компанія платіжних технологій Visa.
2 вересня 2024 року почалася реалізація програми. За тиждень до цього через Дію почалася реєстрація виробників, банків та роздрібних торговців, які хочуть брати участь у програмі.
Виплата кешбеку за березень 2025 року затримувалась через найбільший обсяг нарахувань в історії програми.
До програми також включили українські книгарні, видавництва, книги (12,5 тисяч українських книг).

## Особливості
Кешбек надається на товари українського виробництва, серед яких також лікарські засоби і медичні вироби, але не нараховуватиметься на підакцизні товари. Участь покупців, виробників і продавців у програмі добровільна, про наявність кешбеку на конкретний товар в конкретному магазині, інформуватиме сам магазин. Також це можна перевірити на сайті програми.
Для того, аби отримувати кешбек, громадянину потрібно відкрити спеціальний рахунок та отримати віртуальну чи фізичну карту в банку чи додатку, дати згоду на передачу даних про транзакції при купівлі товарів з вибраних карток, у сервісі Дія обрати послугу «Національний кешбек».
Накопичені за місяць кошти приходитимуть на створену картку раз на місяць до 20 числа наступного місяця. Наприклад, кешбек за товари, придбані в вересні, прийде на рахунок до 20 жовтня. Зняти готівку з рахунку буде неможливо.
Витратити отриманий кешбек потрібно до кінця 2025 року, інакше кошти повернуться до державного бюджету.
Держчиновники та інші особи, які повинні подавати декларації також мають декларувати прибуток від програми. Тоді 3,4 мільйона учасників програми отримали 443 мільйони гривень від держави, це була найбільша сума кешбеку за місяць від запуску програми у вересні 2024 року.

## Статистика
За даними дослідження, проведеного RAU, аналітичною компанією Num8erz і Міністерством економіки України, кількість куплених українських товарів за два місяці після запуску програми «Національний кешбек» (вересень і жовтень 2024 року) зросла на 9,5 %.
За грудень та січень 2025 року українці накопичили за програмою «Національного кешбеку» 714 мільйонів гривень.
Станом на 2025 рік до програми долучилися понад 1790 виробників, 31 170 точок продажу та доступно 380 000 товарів.
Усього від старту програми українці отримали майже 2 мільярди гривень кешбеку:
- вересень 2024 — 37,2 млн грн;
- жовтень — 119,2 млн грн;
- листопад — 232 млн грн;
- грудень 2024 і січень 2025 — 714 млн грн;
- лютий — 384 млн грн;
- березень — 443 млн грн[9];
- квітень — 445 млн грн;
- травень — 490 млн грн[11].

## Оцінки
За твердженням першого віцепрем'єр-міністр України — міністра економіки Юлії Свириденко, кешбек як форма підтримки громадян ефективніша для економіки, ніж проста видача коштів, адже підвищує попит на українські товари. Також вона вважає, що програма сприятиме «детінізації торгівлі», бо кешбек нараховуватиметься тільки на покупки, які здійснюватимуться безготівково та будуть відображатися у фіскальних чеках продавців.
На думку міністра соціальної політики Оксани Жолнович — «за допомогою цієї програми багато хто зможе вчасно сплачувати за комунальні послуги наступного опалювального сезону. Це допоможе зняти частину фінансового навантаження з багатьох українських родин».
Долучаючись до програми, громадянин надає державі доступ до інформації про розрахунки своєю карткою. Представники уряду не вважають, що це порушує банківську таємницю.
Заступниця міністра економіки Надія Бігун запевнила, що участь у програмі «цілком безпечна», долучаючись до неї, користувач дає згоду на передавання інформації про транзакції тільки для нарахування кешбеку, Дія цю інформацію «не зберігає та нікуди не передає». Також вона сказала, що «немає підстав вважати, що ця інформація буде використана для якихось інших потреб».
Такі аналітичні центри як ГО «Інститут соціально-економічної трансформації», ГО «Інститут економічних досліджень та політичних консультацій», CASE Україна, оцінили програму. Їх висновки стверджують ніби програма «фінансово обтяжлива для бюджету», а сам «механізм кешбеку — несправедливий», бо він, «ймовірно, буде діяти переважно через великі торговельні мережі», що нібито «завдасть шкоди дрібним виробникам та реалізаторам».
Виконавчий директор ГО «Центр економічної стратегії» Гліб Вишлінський зазначив, що, «якщо програма запрацює на повну», вона матиме позитивний вплив, особливо для тих родин, які витрачають більшу частку свого доходу на продовольчі товари, і зможе «частково компенсувати» підвищення військового збору. Програма також «цікава» для українських компаній, що конкурують з іноземними виробниками, зокрема в харчовій промисловості.
Голова парламентського комітету з питань фінансів, податкової та митної політики Данило Гетманцев вважає, що потенціал зростання програми поступово вичерпується, «про що свідчить як зменшення середньої виплати коштів на одного учасника програми, так і темпи приєднання до неї виробників».
На думку авторів статті «Когнітивні пастки в економіці…», вивчення спеціального режиму використання «Національного кешбеку» потребує комплексного аналізу правових, економічних, соціальних та технологічних аспектів, необхідні подальші дослідження щодо його ефективності, потенційного впливу на ринок та механізмів впровадження для забезпечення прозорості та користі для громадян.